# Oliver Wood (ciclista)
Oliver Wood (Wakefield, 26 de novembro de 1995) é um desportista britânico que compete no ciclismo nas modalidades de rota e pista.
Ganhou uma medalha de prata no Campeonato Mundial de Ciclismo em Pista de 2019 e cinco medalhas no Campeonato Europeu de Ciclismo em Pista entre os anos 2016 e 2019.

## Medalheiro internacional
| Campeonato Mundial | Campeonato Mundial         | Campeonato Mundial | Campeonato Mundial      |
| Ano                | Lugar                      | Medalha            | Competição              |
| ------------------ | -------------------------- | ------------------ | ----------------------- |
| 2019               | Pruszków ( Polónia)        | Medalha de prata   | Perseguição por equipas |
| Campeonato Europeu |                            |                    |                         |
| Ano                | Lugar                      | Medalha            | Competição              |
| 2016               | Saint-Quentin ( França)    | Medalha de bronze  | Perseguição por equipas |
| 2018               | Glasgow ( Reino Unido)     | Medalha de bronze  | Perseguição por equipas |
| 2018               | Glasgow ( Reino Unido)     | Medalha de bronze  | Madison                 |
| 2019               | Apeldoorn ( Países Baixos) | Medalha de bronze  | Perseguição por equipas |
| 2019               | Apeldoorn ( Países Baixos) | Medalha de bronze  | Omnium                  |

1. 1 2  Competiu na rodada de classificação.